# 13 pr. n. št.
13 pr. n. št. je bilo po julijanskem koledarju navadno leto, ki se je začelo na petek, soboto ali nedeljo oz. prestopno leto, ki se je začelo na petek ali soboto (različni viri navajajo različne podatke). Po proleptičnem julijanskem koledarju je bilo navadno leto, ki se je začelo na sredo.
V rimskem svetu je bilo znano kot leto konzulstva Tiberija in Vara, pa tudi kot leto 741 ab urbe condita.
Oznaka 13 pr. Kr. oz. 13 AC (Ante Christum, »pred Kristusom«), zdaj posodobljeno v 13 pr. n. št., se uporablja od srednjega veka, ko se je uveljavilo številčenje po sistemu Anno Domini.

## Dogodki
- rimski general Neron Klavdij Druz da zgraditi utrdbo v kastrumu Moguntiacum na mestu današnjega Mainza v Nemčiji.

## Rojstva
- Artaksij III. Armenski († 34)

## Smrti
- (ali 12 pr. n. št.) - Mark Emilij Lepid, rimski politik, član drugega triumvirata in vrhovni pontifik (* 89 ali 88 pr. n. št.)